# Даргинци
Даргинци (рус. даргинцы) су кавкаски народ, који претежно живи у Русији, односно у Републици Дагестан, у којој чини 17% становништва, и у којој представља други народ по бројности, после Авара (29%). Даргинци су већином исламске вероисповести, а говоре даргинским језиком, који спада у дагестанску групу севернокавкаске породице језика.
Укупно их има око 596.000.  